# Sân vận động Japoma
Sân vận động Japoma (tiếng Pháp: Stade de Japoma, tiếng Anh: Japoma Stadium) là một sân vận động đa năng nằm ở khu vực Japoma thuộc Douala, Cameroon. Sân vận động có sức chứa 50.000 chỗ ngồi. Khu liên hợp thể thao cũng bao gồm sân bóng rổ, bóng ném, bóng đá trong nhà, bóng chuyền và sân quần vợt, bể bơi Olympic 8 làn, trung tâm hội nghị, trung tâm thương mại, khách sạn sang trọng và bãi đậu xe. Sân chủ yếu được sử dụng cho các trận đấu bóng đá và sân cũng có đường chạy điền kinh.
Sân vận động Japoma được xây dựng với chi phí khoảng 232 triệu đô la với 85% dự án được tài trợ bởi Türk Eximbank.
Sân đã tổ chức một số trận đấu của Cúp bóng đá châu Phi 2021.

## Xây dựng
Công việc xây dựng Sân vận động Japoma được bắt đầu vào ngày 21 tháng 2 năm 2017. Sân vận động này dự định sẽ được hoàn thành trong vòng 20 tháng.
Các địa điểm và kế hoạch tổng thể được thiết kế bởi AECOM Sports của Vương quốc Anh. Công việc quản lý công trình đã được giao cho Leonardo Cameroun Sarl, thuộc công ty Leonardo Srl của Ý, do kiến trúc sư Salvatore Re thành lập.
Vào ngày 11 tháng 9 năm 2019, Yenigün Construction Industry cho biết sân vận động dự kiến sẽ được hoàn thành vào ngày 30 tháng 11 năm 2019.